# 玉山水苦荬
玉山水苦荬（学名：Veronica morrisonicola）为車前草科婆婆纳属下的一个种。

## 扩展阅读
- 維基物種上的相關：玉山水苦荬